# Lamponega forceps
Lamponega forceps är en spindelart som beskrevs av Norman I. Platnick 2000. Lamponega forceps ingår i släktet Lamponega och familjen Lamponidae.
Artens utbredningsområde är Western Australia. Inga underarter finns listade i Catalogue of Life.